# Tengger Cavalry
Tengger Cavalry ist eine Folk-Metal-Band aus New York City. Sie kombinieren Elemente klassischer mongolischer Musik mit Heavy-Metal-Einflüssen. Die Eigenbezeichnung ihrer Musik lautet „Mongolian Folk Metal“.

## Bandgeschichte
Tengger Cavalry wurde ursprünglich im März 2010 von Nature Ganganbaigal als Soloprojekt gegründet. Die Band ist nach der alten mongolischen Gottheit Tengri benannt.
Die erste internationale Resonanz zum Debütalbum Blood Sacrifice Shaman kam vom deutschen Metal-Magazin Legacy, das sich positiv angetan zeigte. Auch MTV und The Daily Rock sowie das Radio China International zeigten Interesse an der Band.
2012 traten drei weitere Mitglieder der Band bei. Im selben Jahr veröffentlichte sie ihr zweites Album Sunesu Cavalry. Ein Artikel des britischen Magazins Terrorizer steigerte die internationale Bekanntheit der Band.
Der Metal Hammer bezeichnete das Album als „exotisch und episch“.
2013 brachte Tengger Cavalry ihr drittes Album The Expedition heraus, welches von internationalen Musikmedien rezipiert wurde, zum Beispiel von No Clean Singing und Folk-Metal.nl. Sie begleitete Turisas auf ihrer Chinatournee.
2014 veröffentlichte Tengger Cavalry ihr viertes Album Ancient Call. Das Album wurde in China aufgenommen, jedoch in New York gemixt. Einige Magazine, darunter der Metal Hammer und die Musikseite Metal.de sahen ihre hohen Ansprüche an das Album gerechtfertigt.
2015 veröffentlichte die Band eine Neuaufnahme des Debütalbums Blood Sacrifice Shaman, mit erweiterter Tracklist. Dieses fand als bisher erfolgreichstes Album der Band bei Magazinen wie dem Metal Hammer, dem Revolver, und dem Chicago Reader Beachtung.
Am 24. Juni 2019 gab die Band bekannt, dass ihr Gründer und Frontmann Nature Ganganbaigal am 13. Juni 2019 aus nicht bekannten Gründen verstorben ist.

## Stil
Tengger Cavalry schreiben ihre Texte sowohl in chinesischer, als auch in englischer Sprache. Sie beschäftigen sich in ihren Texten mit kulturellen und historischen Aspekten des mongolischen Volkes. Der Gesang ist meist guttural.

## Diskografie

### Demos
- 2010: Tengger Cavalry (CD; Dying Art Productions) Limitiert auf 200 Exemplare.

### Studioalben
- 2010: Blood Sacrifice Shaman[19] (CD; Dying Art Productions)
- 2011: Cavalry Folk (2xCD; Dying Art Productions)
- 2012: Sunesu Cavalry[20] (CD; Metal Hell Records)
- 2013: The Expedition (CD; Metal Hell Records)
- 2013: Black Steed (CD; Dying Art Productions)
- 2014: Ancient Call (CD; Metal Hell Records) China-Vertrieb via Dying Legion.
- 2015: Blood Sacrifice Shaman[21] (CD; Metal Hell Records)
- 2016: Cavalry in Thousands[22] (CD; Amazon Records, FLAC/MP3; Bandcamp Studios[23])
- 2016: Hymn of the Earth[24] (CD; Eigenvertrieb)
- 2017: Die on My Ride[25] (CD/LP; M-Theory Audio)
- 2018: Cian Bi (CD; Napalm Records)
- 2019: Northern Memory (CD; Pest Productions)

### EPs
- 2016: Mountain Side (CD; Pest Productions)
- 2016: Kaan[26] (CD; Eigenvertrieb)
- 2019: Northern Memory Vol.2 (MP3; Eigenvertrieb)

### Remix-Alben
- 2016: Grassland Rock[27] (CD; Eigenvertrieb)
- 2016: Soundtrack of the Cavalry[28] (CD; Eigenvertrieb)

### Split-Kompilationen
- 2016: Mongol Metal (mit Ego Fall und Nine Treasures, CD; Mongol Metal)
- 2018: Sound of the Raging Steppe (mit 战旗, Liberation, Nan und Sintas, CD; Eigenvertrieb)

### Konzertalben
- 2015: NJ Transiit: Live in Clifton (MP4; Eigenvertrieb)
- 2016: Live: Trephagon WRSU FM (MP4; Eigenvertrieb)
- 2016: Live: West Hollywood (CD; Eigenvertrieb)

### Download-Singles
- 2015: Homeland Song (MP3; Eigenvertrieb)
- 2015: Horseman (MP3; Eigenvertrieb)
- 2015: War Horse (MP3; Eigenvertrieb)
- 2016: War Horse (2016 Version) (MP3; Eigenvertrieb)
- 2016: Mountain Side Club Remix (MP3; Eigenvertrieb)
- 2016: Paranoid (Black-Sabbath-Cover, MP3; Eigenvertrieb)
- 2016: The Struggle (MP3; Eigenvertrieb)
- 2017: Master of Puppets (Metallica-Cover; MP3, Eigenvertrieb)
- 2017: A Blade of Time (MP3; Eigenvertrieb)
- 2017: The Path (MP3; Eigenvertrieb)
- 2017: Ritual and Redemption (MP3; Eigenvertrieb)
- 2018: Heart (MP3; Napalm Records)
- 2018: Moment (MP3; Eigenvertrieb)
- 2019: Forging (MP3; Eigenvertrieb)
- 2019: The Nameless (MP3; Eigenvertrieb)

## Musikvideos
| Offizielle Videoclips - 2016: Cavalry in Thousands - 2018: Cian Bi (Regie/Produktion: Wulijimuren) - 2018: Snow - 2018: Heart - 2018: Chasing My Horse - 2019: Khan of Heaven (Regie/produktion: Eric DiCarlo / Square Up Studios) - 2019: Unite (Regie/produktion: Beijing Moon Media) - 2019: My Sky - 2019: Lone Wolf (Regie/Produktion: Tom Flynn) | Offizielle Lyrikvideos - 2017: Cursed - 2017: Me Against Me - 2018: Ride Into Grave And Glory (War Horse II) - 2018: Our Ancestors |